# علي الصالح
علي صالح الصالح (مواليد ديسمبر 1942) رجل أعمال وسياسي بحريني ، رئيس مجلس الشورى منذ 15 ديسمبر 2006 ، وكان سابقاً وزيراً لشؤون البلديات والزراعة خلال الفترة 14 يناير 2005 حتى 11 ديسمبر 2006 ووزيراً للتجارة خلال الفترة 26 يونيو 1995 حتى 14 يناير 2005. 

## السيرة
ولد علي الصالح في العاصمة المنامة في ديسمبر 1942
حصل على بكالوريوس تجارة جامعة عين شمس عام 1966
اتجه بعدها للعمل في القطاع الخاص
انتخب عضواً في المجلس التأسيسي 1972
ترشح لانتخابات المجلس الوطني 1973 عن الدائرة الخامسة  وفاز في الانتخابات بعد حصوله على 468 صوتاً وأستمر في عضوية المجلس الوطني إلى حله في 26 أغسطس 1975
في 27 ديسمبر 1992 صدر أمر أميري بتشكيل مجلس الشورى حيث عُين عضواً في المجلس وشغل المنصب حتى 26 يونيو 1995
وفي 26 يونيو 1995 صدر مرسوماً بتشكيل الحكومة وعُين وزيراً للتجارة وشغل المنصب حتى 14 يناير 2005
وفي 14 يناير 2005 صدر مرسوماً بتعديل وزاري حيث عُين وزيراً لشؤون البلديات والزراعة وشغل المنصب حتى 11 ديسمبر 2006
وفي 15 ديسمبر 2006 صدر أمر ملكي بتعيينه رئيساً لمجلس الشورى للفصل التشريعي الثاني وكما صدر أمر ملكي في 24 نوفمبر 2010 بتعينه رئيساً لمجلس الشورى للفصل التشريعي الثالث وكما صدر أمر ملكي في 8 ديسمبر 2014 بتعينه رئيساً لمجلس الشورى للفصل التشريعي الرابع وكما صدر أمر ملكي في 9 ديسمبر 2018 بتعينه رئيساً لمجلس الشورى للفصل الشتريعي الخامس وكما صدر أمر ملكي في 28 نوفمبر 2022 بتعينه رئيساً لمجلس الشورى للفصل التشريعي السادس